# Victoria Chicón
Victoria "Vicky" Chicón (Piura, 1943) es una realizadora, editora y musicalizadora peruana, reconocida por trabajar durante gran parte de su carrera en mil quinientos spots publicitarios y numerosos cortometrajes y largometrajes, además ha sido fundadora de diversos colectivos sociales como el SITEIC (Sindicato de Trabajadores de la Industria Cinematográfica del Perú), la Cinemática Peruana del Tercer mundo y del Movimiento Manuela Ramos.

## Biografía
Chicón se desempeñó como jefa del departamento de montaje en Telecine, una de las productoras cinematográficas más reconocidas en el Perú, desarrolló su trabajo con directoras y directores de renombre como Bertha Saldaña, Humberto Polar, Christine Rosenthal, Kurt Rosenthal, María Barea, entre otras personalidades cinematográficas.
Luego de 12 años comenzó a trabajar de manera independiente para poder producir sus propios proyectos audiovisuales centrados en documentales. En 1990 empezó a dirigir el CIDECOS (Centro de Investigación, Desarrollo, Educación y Comunicación Social) donde desarrolló material educativo y de investigación para infancias y adolescencias. Ha sido fundadora y secretaria de prensa del SITEIC (Sindicato de Trabajadores de la Industria Cinematográfica del Perú), fundadora de la Cinemateca Peruana del Tercer mundo, del Movimiento Manuela Ramos, secretaria de la Asociación de Cineastas del Perú en dos periodos, de 1982 a 1984 y de 1989 a 1990, coordinadora y miembro del equipo de la SICLA (Semana de la Integración Latinoamericana) los años 1986 y 1987 e instructora en diversos espacios de formación cinematográfica.
En 1990 recibió el Premio Concytec por su aporte al desarrollo tecnológico y en 1991 el Premio Internacional a la creatividad Ollanta-ICI-AESI España. Vivió en Lima hasta 1998 y luego se mudó al sur de Maine donde reside actualmente.  Cursó Estudios Hispánicos en la Universidad del Sur de Maine y logró el título de bachiller, además desarrolló proyectos en la televisión comunitaria y en la radio de la universidad antes mencionada.
En el año 2022, Victoria comenzó con un proyecto de digitalización de sus trabajos documentales realizados en Maine, específicamente de la serie Nosotros, We the People, un video magazine que se realizaba mensualmente enfocado en la comunidad hispanohablante de la localidad donde vivía. El proyecto fue transmitido por la Community Television Network de Portland.

## Filmografía
Victoria ha participado en la dirección de los siguientes proyectos audiovisuales:
- Hablan los niños (1990) - Cortometraje documental
- Yawar Mayo (1997) - Cortometraje documental
- Futbol jarana peruana (1983) - Cortometraje documental
- ¿Y después qué? (1983) - Mediometraje documental